# Affaire Jean-Luc Heckner
Pour un article plus général, voir Abus sexuels sur mineurs dans l'Église catholique en France.
L'affaire Jean-Luc Heckner est une affaire judiciaire mettant en cause un prêtre catholique français de l'archidiocèse de Strasbourg, Jean-Luc Heckner, pour des faits d'agression sexuelle sur mineurs. En 2001, Jean-Luc Heckner est condamné à 16 ans de prison pour viols et agressions sexuelles sur sept jeunes garçons, âgés de 11 à 14 ans, de 1992 à 1998.

## Historique
Jean-Luc Heckner est originaire de Mulhouse. Après son entrée au grand séminaire de Strasbourg en 1982, il entretient une relation homosexuelle avec un autre séminariste. Ce dernier, « plutôt que de vivre dans le mensonge », renonce à la prêtrise. Jean-Luc Heckner continue ses études. Lors d'un stage à la paroisse Saint-Luc de Mulhouse, le curé de celle-ci découvre des revues pornographiques homosexuelles et une cassette vidéo mettant en scène des mineurs détenues par Jean-Luc Heckner. Il rédige une très mauvaise appréciation sur Heckner, mais ne prévient pas la police. Lors du procès de Jean-Luc Heckner, le curé reconnait que son premier réflexe a été de protéger l'institution catholique du scandale. Jean-Luc Heckner est ordonné prêtre en 1990,.
Après cette ordination, Jean-Luc Heckner rejoint la paroisse de Saverne, où il commence à abuser d'enfants d'une dizaine d'années. Il reçoit en particulier deux frères, psychologiquement fragiles, au presbytère. Le curé en place constate ce comportement et obtient son transfert pour Colmar. Les deux frères s'y déplaceront pour le voir. Puis il est muté, en 1994, à Thann où il assure aussi l'aumônier des scouts,.
Le prêtre est jugé en février 2001 pour « viols, tentatives de viols et agressions sexuelles » à l'encontre de sept adolescents. Sa hiérarchie est interrogée sur son absence de réaction malgré les multiples signalements sur les mœurs du prêtre. Son évêque Léon Hégelé affirme connaitre le comportement du prêtre uniquement depuis son arrestation en 1998. Jugé coupable, il est condamné à 16 ans de prison assortis d'une peine de sûreté des deux-tiers.

## Enquête journalistique après le procès
Selon une enquête de Mediapart en 2017, l'évêque Léon Hégelé a protégé Jean-Luc Heckner. Prévenu du comportement problématique du prêtre, l'évêque ne prévient pas la police, il se contente de le sermonner puis le déplace de Thann à Oderen.